# Електричний будинок
«Електричний будинок» (англ. The Electric House) — американська німа кінокомедія Бастера Кітона 1922 року.

## Сюжет
Ботанік Бастер помилково отримує диплом інженера-електрика. Його наймають облаштувати новий будинок. Він встановлює в будинку масу різних дивовижних пристроїв. Тут з'являється справжній власник диплома і починає переробляти все те, що понапридумував Бастер.

## У ролях
- Бастер Кітон — Бастер
- Вірджинія Фокс — дочка мільйонера
- Джо Кітон — батько Бастера
- Луїза Кітон — сестра Бастера
- Майра Кітон — мати Бастера
- Стів Мерфі — справжній електрик
- Джо Робертс — мільйонер